# Jan Bratkowski
Jan Bratkowski (Würzburg, 25 luglio 1975) è un ex ciclista su strada tedesco, professionista dal 1997 al 2005.
La sua vittoria più importante fu quella al Grand Prix Pino Cerami nel 2000. Nel 1999 fu secondo nella classifica generale del Grand Prix Kranj e nel 2001 concluse al terzo posto il Trofeo dell'Etna.

## Palmares
- 1999 (De Nardi, due vittorie)

2ª tappa Grand Prix Kranj (Kranj > Šmarjetna Gora)
2ª tappa Wenen-Rabenstein-Gresten-Wenen
- 2000 (Mercury Cycling Team/Team Coast, due vittorie)

Grand Prix Pino Cerami
12ª tappa Tour de Langkawi (Kuala Lumpur > Kuala Lumpur)
- 2001 (De Nardi, due vittorie)

Poreč Trophy
Raiffeisen Grand Prix
- 2003 (una vittoria)

Schwarzbräu-Straßenpreis

### Altri successi
- 1997 (Team E-plus Service, sei vittorie)

Altenberg (criterium)
Bochum (criterium)
Bolanden (criterium)
Warburg (criterium)
Wernberg-Köblitz (criterium)
Zusmarshausen (criterium)
- 1998 (Team Gerolsteiner/Team Koga)

Ahlen - Ahlener City-Night (criterium)
Bas Sachsa (criterium)
- 2000 (Mercury Cycling Team/Team Coast, quattro vittorie)

Saint Valentine's Day Race - Roger Millikan Memorial - Brea (criterium)
Dinuba Criterium (criterium)
Santa Maria California (criterium)
Regensburg (criterium)
- 2002 (Elite-2ª fascia, due vittorie)

Rund um Einhausen (criterium)
Dachau (criterium)
- 2003 (Elite-2ª fascia, tre vittorie)

Aichacher - Frühjahrsstraßenpreis z. Gedenken an Manuel Waldvogel (criterium)
Köfering (criterium)
Zusmarshausen (criterium)
- 2005 (Team Lamonta, due vittorie)

Früth - Frühjahrsstraßenpreis
Aichacher - Frühjahrsstraßenpreis z. Gedenken an Manuel Waldvogel (criterium)